# Donderberg (Overasselt)
De Donderberg is een heuvel in de gemeente Heumen in de Nederlandse provincie Gelderland. De heuvel ligt ten noordoosten van Overasselt en ten zuidoosten van het natuurgebied van de Overasseltse Vennen aan de Donderbergweg.
De Donderberg ligt in een smalle groenstrook tussen twee huizen in en is er aan zowel de zuidzijde als de noordzijde een stuk afgegraven. Het heuvelrestant heeft een hoogte van 16,4 meter.
Zo'n 2,5 kilometer ten noordwesten van de Donderberg ligt de Rakenberg.

## Geschiedenis
Heuvels met de naam Donderberg zouden vroeger gewijd zijn geweest aan Donar.
Op een topografische kaart uit 1870 wordt er hier ter plaatse melding gemaakt van Klein Donderberg en Groot Donderberg.